# 조디 터너스미스
조디 터너스미스(Jodie Turner-Smith, 1986년 9월 7일 ~ )는 영국의 모델, 배우이다.

## 출연 작품

### 영화
- 네온 데몬 (2016)
- 뉴니스 (2017)
- 퀸 앤 슬림 (2019)
- 위다웃 리모스 (2021)
- 애프터 양 (2021) - 카이라 역
- 화이트 노이즈 (2022) - 위니 리처즈 역
- 머더 미스터리 2 (2023)

### 텔레비전
- 트루 블러드 (2013)
- 더 라스트 쉽 (2017-18)
- 나이트플라이어 (2018)
- 오티스의 비밀 상담소 (2023)
- 애콜라이트 (2024)
- 배드 몽키 (미정) - 드래곤 퀸 / 그레이시 역